# GRT
GRT는 코스닥 시장에 상장된 홍콩 소재 유한회사로 중국 장쑤성 연운항시에 위치한 그레이트리치과기유한공사(江阴通利光电科技有限公司)의 지주회사이다.

## 역사
2024년 중국 AI서버 제조메이저업체인 낭조정보(浪潮信息)와 9,000만위안(약 167억 원)의 수주계약을 체결한 바 있다.